# Episodi di The Unit (seconda stagione)
La seconda stagione della serie televisiva The Unit è stata trasmessa in prima visione: negli USA dal 19 settembre 2006 all'8 maggio 2007 ed in Italia su Rete 4 dal 10 giugno al 2 settembre 2009.
| nº | Titolo originale    | Titolo italiano          | Prima TV USA      | Prima TV Italia  |
| -- | ------------------- | ------------------------ | ----------------- | ---------------- |
| 1  | Change of Station   | Minaccia biologica       | 19 settembre 2006 | 10 giugno 2009   |
| 2  | Extreme Rendition   | Bersaglio impossibile    | 26 settembre 2006 | 10 giugno 2009   |
| 3  | The Kill Zone       | Presi di mira            | 3 ottobre 2006    | 17 giugno 2009   |
| 4  | Manhunt             | Pericolo nucleare        | 10 ottobre 2006   | 17 giugno 2009   |
| 5  | Force Majeure       | Uragano                  | 17 ottobre 2006   | 24 giugno 2009   |
| 6  | Old Home Week       | Una vecchia Jeep         | 31 ottobre 2006   | 24 giugno 2009   |
| 7  | Off the Meter       | Obblighi di riconoscenza | 7 novembre 2006   | 1º luglio 2009   |
| 8  | Natural Selection   | La selezione             | 14 novembre 2006  | 1º luglio 2009   |
| 9  | Report By Exception | Dollari e petrolio       | 21 novembre 2006  | 8 luglio 2009    |
| 10 | Bait                | Sotto tortura            | 28 novembre 2006  | 8 luglio 2009    |
| 11 | Silver Star         | La stella d'argento      | 12 dicembre 2006  | 15 luglio 2009   |
| 12 | The Broom Cupboard  | La stanza del Presidente | 16 gennaio 2007   | 15 luglio 2009   |
| 13 | Sub Conscious       | Sul fondo dell'oceano    | 6 febbraio 2007   | 29 luglio 2009   |
| 14 | Johnny B. Good      | Sotto inchiesta          | 6 febbraio 2007   | 29 luglio 2009   |
| 15 | The Water is Wide   | Attacco all'ONU          | 13 febbraio 2007  | 5 agosto 2009    |
| 16 | Games of Chance     | Giochi di guerra         | 20 febbraio 2007  | 5 agosto 2009    |
| 17 | Dark of the Moon    | Una lunga notte          | 27 febbraio 2007  | 12 agosto 2009   |
| 18 | Two Coins           | Una moneta rara          | 20 marzo 2007     | 12 agosto 2009   |
| 19 | The Outsiders       | Il Sacro e profano       | 3 aprile 2007     | 19 agosto 2009   |
| 20 | In Loco Parentis    | Terrore a scuola         | 10 aprile 2007    | 19 agosto 2009   |
| 21 | Bedfellows          | Tentazioni della CIA     | 24 aprile 2007    | 26 agosto 2009   |
| 22 | Freefall            | Intrigo familiare        | 1º maggio 2007    | 26 agosto 2009   |
| 23 | Paradise Lost       | Sotto pressione          | 8 maggio 2007     | 2 settembre 2009 |